# Tatjana Andrejewna Wolossoschar
Tatjana Andrejewna Wolossoschar (russisch Татьяна Андреевна Волосожар, ukrainisch Тетяна Андріївна Волосожар / Tetjana Andrijiwna Wolossoschar; * 22. Mai 1986 in Dnepropetrowsk, Ukrainische SSR, Sowjetunion) ist eine ukrainisch-russische Eiskunstläuferin, die im Paarlauf für die Ukraine startete und seit 2010 für Russland antritt.

## Biografie
Tatjana Wolossoschar wurde in einer russischsprachigen Familie geboren. Ihr Vater, ein Armeeangehöriger, stammt aus Nischni Tagil und ihre Mutter aus Kaliningrad. Sie hat eine Schwester. Ihre Muttersprache ist Russisch; Ukrainisch spricht sie nicht perfekt, aber verständlich.
Wolossoschar begann im Alter von fünf Jahren mit dem Eiskunstlaufen. Im Alter von vierzehn Jahren trat sie im Paarlauf mit Petr Chartschenko an. Mit ihm wurde sie 2002 ukrainische Jugendmeisterin und nach dem Vizemeistertitel 2003 im Jahr 2004 zum ersten Mal ukrainische Meisterin. Im gleichen Jahr wechselte sie den Eislaufpartner und startete seitdem mit Stanislaw Morosow. Wolossoschar/Morosow sind vierfache Landesmeister (2005, 2007, 2008 und 2010) der Ukraine, 12. der Olympischen Winterspiele 2006 und vierte der Weltmeisterschaft 2007 und der Europameisterschaften 2008, 2009 und 2010. Nach der Weltmeisterschaft 2008 wechselten sie den Trainer und trainierten bis zu den Olympischen Winterspielen 2010 bei Ingo Steuer in Chemnitz.
Nach der sportlichen Trennung von Stanislaw Morosow, der nach den Olympischen Winterspielen 2010 seine Eislaufkarriere beendet hat, suchte Wolossoschar einen neuen Partner und fand ihn in Maxim Trankow. Sie siedelte nach Moskau über und erhielt Ende 2010 die Staatsbürgerschaft von Russland. Wolossoschar und Trankow wurden im Dezember 2010 auf Anhieb russische Meister und gewannen 2011 in Moskau mit Silber bereits ihre erste Weltmeisterschaftsmedaille. Dabei erreichten sie eine Gesamtpunktzahl von beachtlichen 210,73 Punkten. Damit etablierten sie sich bereits als größte Herausforderer der dreifachen Weltmeister Aljona Savchenko und Robin Szolkowy.
Im Herbst 2011 gewannen Wolossoschar und Trankow mit ihrem Sieg bei Skate Canada ihren ersten gemeinsamen Grand-Prix-Wettbewerb. Auch bei der Trophée Eric Bompard waren sie siegreich. Beim Grand-Prix-Finale unterlagen sie äußerst knapp, um 0,18 Punkte, Savchenko und Szolkowy und stellten mit 212, 08 Punkten eine neue persönliche Bestleistung in der Gesamtleistung auf.
In verletzungsbedingter Abwesenheit ihrer Konkurrenten Savchenko und Szolkowy wurden Wolossoschar und Trankow in Sheffield erstmals Europameister.
Die Weltmeisterschaft 2012 in Nizza begann für die Russen mit einem ungewohnten Aussetzer. Im Kurzprogramm musste Trankow aus der Todesspirale aussteigen. Dies und weitere Fehler bedeuteten vorläufig nur Rang acht, der Abstand zu Savchenko und Szolkowy betrug beträchtliche 8,15 Punkte. In der Kür wurde es trotz alledem noch einmal unvermutet spannend. Wolossoschar und Trankow hatten nichts mehr zu verlieren und elektrisierten das Publikum mit ihrer kraftvollen und fehlerfreien Kür zur Filmmusik von Black Swan.
Savchenko und Szolkowy blieben dagegen nicht fehlerfrei und verloren so fast ihren ganzen Vorsprung auf die Russen. Am Ende fehlten Wolossoschar und Trankow lediglich 0,11 Punkte auf den Titel.
2013 konnten Wolossoschar und Trankow ihren Titel bei der Eiskunstlauf-Europameisterschaft in Zagreb erfolgreich verteidigen und verwiesen dabei das deutsche Paar Savchenko und Szolkowy auf Platz zwei. Bei der Weltmeisterschaft im kanadischen London wurden Wolossoschar und Trankow erstmals Weltmeister. Dabei erzielten sie einen Punkteweltrekord in der Kür und der Gesamtleistung.
Bei den Olympischen Winterspielen 2014 gewann das Paar die Goldmedaille.
Wolossoschar und Trankow sind auch privat ein Paar und seit August 2015 verheiratet.

## Ergebnisse

### Paarlauf
- für  Russland (mit Maxim Trankow)

| Meisterschaft / Jahr           | 2011  | 2012  | 2013  | 2014  |
| ------------------------------ | ----- | ----- | ----- | ----- |
| Olympische Winterspiele        |       |       |       | 1.    |
| Weltmeisterschaften            | 2.    | 2.    | 1.    |       |
| Europameisterschaften          |       | 1.    | 1.    | 1.    |
| Russische Meisterschaften      | 1.    |       | 1.    |       |
| -                              |       |       |       |       |
| Grand-Prix-Wettbewerb / Saison | 10/11 | 11/12 | 12/13 | 13/14 |
| Grand-Prix-Finale              |       | 2.    | 1.    | 2.    |
| Skate America                  |       |       | 1.    | 1.    |
| Skate Canada                   |       | 1.    |       |       |
| Cup of Russia                  |       |       | 1.    |       |
| Trophée Eric Bompard           |       | 1.    |       |       |
| NHK Trophy                     |       |       |       | 1.    |

- für die  Ukraine (bis einschließlich 2003/04 mit Petr Chartschenko, danach mit Stanislaw Morosow)

| Meisterschaft / Jahr           | 2001  | 2002  | 2003  | 2004  | - | 2005  | 2006  | 2007  | 2008  | 2009  | 2010  |
| ------------------------------ | ----- | ----- | ----- | ----- | - | ----- | ----- | ----- | ----- | ----- | ----- |
| Olympische Winterspiele        |       |       |       |       |   |       | 12.   |       |       |       | 8.    |
| Weltmeisterschaften            |       |       | 17.   | 14.   |   | 10.   | 10.   | 4.    | 9.    | 6.    |       |
| Europameisterschaften          | 13.   | 10.   | 7.    | 5.    |   | 5.    |       | 5.    | 4.    | 4.    | 4.    |
| Ukrainische Meisterschaften    | 4.    | 1. J  | 2.    | 1.    |   | 1.    |       | 1.    | 1.    |       | 1.    |
| -                              |       |       |       |       |   |       |       |       |       |       |       |
| Grand-Prix-Wettbewerb / Saison | 00/01 | 01/02 | 02/03 | 03/04 | - | 04/05 | 05/06 | 06/07 | 07/08 | 08/09 | 09/10 |
| Grand-Prix-Finale              |       |       |       |       |   |       |       |       |       | 4.    |       |
| Skate America                  |       |       |       |       |   |       |       |       |       |       | 2.    |
| Cup of Russia                  |       |       | 9.    |       |   | 5.    |       |       |       | 3.    |       |
| Trophée Eric Bompard           |       |       |       |       |   |       |       |       | 5.    |       |       |
| NHK Trophy                     |       |       |       | 6.    |   |       |       |       | 4.    |       |       |
| Cup of China                   |       |       |       | 7.    |   |       |       |       |       | 2.    | 3.    |